# Reutum
Reutum (52° 23′ N, 6° 51′ L) é uma cidade dos Países Baixos, na província de Overijssel. Reutum pertence ao município de Tubbergen, e está situada a 10 km, a noroeste de Oldenzaal.
Em 2001, a cidade de Reutum tinha 464 habitantes. A área urbana da cidade é de 0.16 km², e tem 162 residências.
A área de Reutum, que também inclui as partes periféricas da cidade, bem como a zona rural circundante, tem uma população estimada em 1160 habitantes.